# Conflitto Suruga-Sagami
Il conflitto Suruga-Sagami fu una serie di scontri minori avvenuti nel 1554 provincia di Suruga che vide schierati i clan Imagawa e Takeda contro il clan Hōjō, quest'ultimo aiutato marginalmente dal clan Uesugi. L'esito del conflitto fu la vittoria della coalizione Imagawa-Takeda.

## Antefatti
Prima dell'ascesa di Oda Nobunaga al potere, la pianura del Kantō fu contestatissima tra i clan Takeda, Uesugi, e Hōjō. Nel 1554 gli Imagawa invasero la provincia di Mikawa. Hōjō Ujiyasu ne approfittò ed invase la provincia di Suruga. Imagawa Yoshimoto chiese aiuto a Takeda Shingen.

## Battaglia
Le forze Takeda avanzarono ed incontrarono gli Hōjō nuovamente in battaglia. Ujiyasu mandò le sue forze ad attaccare le avanguardie Takeda guidate da Asahina Yasutomo e Okabe Motonobu che erano isolate ma Shingen arrivò in tempo per sbaragliare le unità Hōjō avanzanti. Il temporaneo successo Takeda si capovolse quando arrivarono gli Uesugi per unirsi agli Hōjō. Uesugi Kenshin and Uesugi Aya attaccarono gli ambiziosi nemici dietro le loro postazioni. Asahina Yasuyoshi, che guidava la guarnigione centrale, fu sconfitto dalle forze nemiche. Gli Imagawa arrivarono con i rinforzi e li aiutarono nella carica alle linee Uesugi.
Le forze alleate Takeda ed Imagawa riuscirono alla fine a spezzare l'attacco ed a ricacciare gli invasori fuori dalla provincia.

## Conseguenze
Dopo la battaglia gli Imagawa ruppero la loro alleanza con i Takeda e stipularono una tregua con gli Hōjō per trarne un reciproco vantaggio; gli Imagawa potevano concentrarsi sul clan Oda mentre i Takeda e gli Hōjō sugli Uesugi.